# Eternal (gra komputerowa)
Eternal – platformowa gra komputerowa stworzona przez Inflexion Development, a wydana przez TimSoft w 1994 roku na komputery Commodore 64/Commodore 128.

## Rozgrywka
Gra to platformówka składająca się z 27 poziomów w poziomym układzie side-scrolling. Gracz musi ukończyć każdy z poziomów w określonym czasie, unikając przy okazji wrogów oraz pułapek.

## Odbiór gry
Gra została przyjęta entuzjastycznie przez ówczesnych recenzentów gier komputerowych. Redaktor „Secret Service” Adam "Harti" Wieczorek uważał, że "(...)z całą pewnością ETERNAL okaże się najlepszą polską grą platformową i bez wątpienia wkrótce znajdzie się na pierwszych miejscach list przebojów" – konkludując recenzję oceną 96,66% (100% – grafika, 100% – dźwięk, 90% – miodność).
Gra trafiła w 2016 roku do rankingu "Polish TOP 10" magazynu Pixel – opublikowanego w ramach wydanego dodatku Pixel Extra – Emulacja #1